# Sericornis humilis
Sericornis humilis е вид птица от семейство Acanthizidae.

## Разпространение
Видът е разпространен в Австралия.